# Atentado con bomba en la mezquita de Abha de 2015
El atentado con bomba en la mezquita de Abha de 2015 ocurrió el 6 de agosto de 2015, cuando un ataque suicida con bomba mató a 17 personas en una mezquita en la ciudad de Abha, en el suroeste de Arabia Saudita.
La responsabilidad del ataque, en una ciudad cerca de la frontera sur de Arabia Saudita con Yemen, un país desgarrado por la Guerra Civil de Yemen, fue reivindicado por una filial autodenominada del Estado Islámico de Irak y Siria que se autodenomina Provincia de Hijaz del Estado Islámico.